# Воинские звания Армии Украинской Народной Республики
Звания воинские — звания, которые персонально присваиваются военнослужащим и военнообязанным запаса вооружённых сил. Присвоение производится в соответствии с их служебным положением (по занимаемой должности), военной или специальной подготовкой, выслугой лет (при увольнении в запас повышается на одну ступень), принадлежностью к виду вооружённых сил, роду войск, специальным войскам или службе (прибавляется название войск), а также заслугам (может быть досрочное присвоение).

## История
14 ноября 1918 года гетман П. П. Скоропадский руководитель Украинской державы объявил Акт федерации, которым он обязывался объединить Украину с будущим (небольшевистским) российским государством.
16 ноября 1918 года началось восстание, возглавленное Директорией УНР против власти гетмана П. П. Скоропадского повстанческого движения и поддержанное восставшими войсками Украинской державы под командованием С. В. Петлюры. В армии произошёл раскол и началась Гражданская война на Украине, которая сметала ещё одну власть.
После непродолжительной «Украинской гражданской войны 16 ноября — 14 декабря 1918 года» 14 декабря гетман П. П. Скоропадский отдал приказ о демобилизации защитников г. Киева и отрёкся от власти.,,
После восстания 1918 года началось создание новых структур Украинской Народной Республики (укр. Української Народної Республіки), но в основе их лежали преобразования, начатые прежними украинскими государствами.
Звания и знаки различия:
|         |          |              |           |                   |                  |                    |
| Козак   | Гуртовый | Роёвый       | Четовый   | Бунчужный         | Подхорунжий      | Хорунжий           |
|         |          |              |           |                   |                  |                    |
| Поручик | Сотник   | Подполковник | Полковник | Генерал- хорунжий | Генерал- поручик | Генерал- полковник |

Воинские звания военнослужащих армии Украинской Народной Республики предположительно равны следующим воинским званиям армии Российской Федерации 21-го века:
- Козак — рядовой
- Гуртовый — ефрейтор
- Роёвый — младший сержант
- Четовый — сержант
- Бунчужный — старший сержант
- Подхорунжий — старшина, прапорщик
- Хорунжий — младший лейтенант, лейтенант
- Поручик — старший лейтенант
- Сотник — капитан, майор
- Подполковник — подполковник
- Полковник — полковник
- Генерал-хорунжий — генерал-майор
- Генерал-поручик — генерал-лейтенант
- Генерал-полковник — генерал-полковник

Воинское звание сотника присвоено:
- Авраменко Н. А., коменданту штаба Левобережного фронта под командованием П. Болбочана (с 17.11.1918), коменданту штаба Запорожского корпуса (с 22.01.1919) Действующей армии УНР.[5]
- Ахтанио А., командиру Звягельской отдельной конной сотни (с 3.04.1919) Действующей армии УНР.[5]

Воинское звание подполковника присвоено:
- Абаза В. Н., начальнику 1-й стрелецко-казацкой дивизии (Серожупанной) (с 19.11.1918) войск Директории УНР.[5]

Воинское звание полковника присвоено:
- Абаза В. И., военнослужащему Северо-Западной армии (с 14.06.1919).[5]
- Алмазову А. Д., командиру Отдельного конно-горного артиллерийского дивизиона (в 1919) 16-го отряда Действующей армии УНР.[5]

Воинское звание генерал-хорунжего присвоено:
- Алмазову А. Д., командиру Конно-горного артиллерийского дивизиона (в 1920) Отдельной конной дивизии армии УНР.[5]
- Базильскому Г. М., командиру 11-й пешей дивизии 2-го Подольского корпуса, перешедшего из армии Украинской державы в армию УНР (декабрь 1918 — 11.06.1919).[5]